# Edward Herbert (3e comte de Powis)
Edward James Herbert, 3e comte de Powis (5 novembre 1818 – 7 mai 1891), titré vicomte Clive entre 1839 et 1848, est un pair et homme politique britannique.

## Jeunesse
Powis est né à The Angel Hotel, Pershore, Worcestershire, le fils aîné d'Edward Herbert (2e comte de Powis), et Lucy, fille de James Graham. Percy Egerton Herbert, son frère cadet, est également député.
Il fait ses études au Collège d'Eton et au St John's College de Cambridge, où il est président du University Pitt Club et obtient son diplôme de MA en 1840 et de LLD en 1848. Il reçoit également un diplôme honorifique en tant que DCL de l'Université d'Oxford. Pendant son séjour à Cambridge, il dispute deux matchs de cricket de première classe pour le Cambridge Town Club contre le Cambridge University Cricket Club.
Il est ensuite nommé haut délégué de l'Université de Cambridge en 1863.
Il est également président du Powysland Club, fondé en 1867, voué à l'étude de l'histoire du Montgomeryshire et d'autres aspects du comté.

## Carrière politique

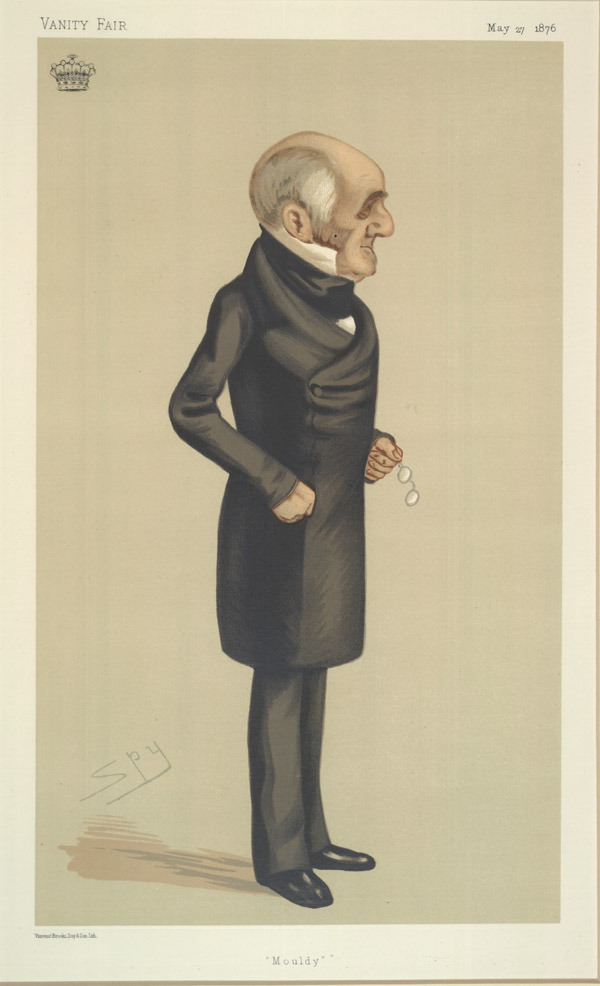
Caricature du comte de Powis par Spy dans Vanity Fair, 1876.

Il est élu au Parlement en tant que l'un des deux députés du Shropshire North en 1843, un siège qu'il occupe jusqu'en 1848, quand il succède à son père comme comte et entre à la Chambre des lords.
Arrière-petit-fils de Robert Clive et petit-fils d'un ancien gouverneur de Madras (le premier comte de Powys, Edward Clive), le comte se voit offrir le poste de gouverneur général des Indes par le premier ministre de l'époque Disraeli en 1875, à l'âge de 67 ans, mais décline, craignant pour sa santé qui « ne serait pas adaptée aux rigueurs du climat tropical » ; sur l'enveloppe qui est conservée de la lettre de réponse, il griffonne : « Ne vaut pas la peine d'être considéré - Powis » 
Lors de la formation des conseils de comté en 1889, il est conseiller du comté de Shropshire et conseiller du comté de Montgomeryshire.
Il est également Lord Lieutenant du Montgomeryshire de 1877 à 1891 et juge de paix pour les comtés de Shropshire et Herefordshire.

## Autres activités
Powis (alors vicomte Clive) est cornet dans la cavalerie de Yeomanry Salopian Sud en 1840, et capitaine par la mort de son père en 1848, quand il lui succède comme colonel commandant le régiment. Il est resté aux commandes jusqu'à sa démission en 1871, à l'âge de 63 ans.
Powis est président de la Shropshire Union Railways and Canal Company et de la Welshpool Gas Company, qui fournissait l'éclairage au gaz dans la ville de Welshpool.

## Vie privée
Lord Powis est décédé à son domicile de Londres au 45 Berkeley Square, Mayfair, en mai 1891, à l'âge de 72 ans, et est enterré à l'église St Mary, Welshpool. Il est mort célibataire et son neveu, George Herbert (4e comte de Powis) lui succède.